# Englewood (Tennessee)
Pour les articles homonymes, voir Englewood.
Englewood est une municipalité américaine située dans le comté de McMinn au Tennessee. Lors du recensement de 2010, sa population est de 1 532 habitants.

## Géographie
Englewood se trouve dans le sud-est du Tennessee, à l'est d'Athens.
Selon le Bureau du recensement des États-Unis, la municipalité s'étend sur 1,82 mille carré (4,71 km2).

## Histoire

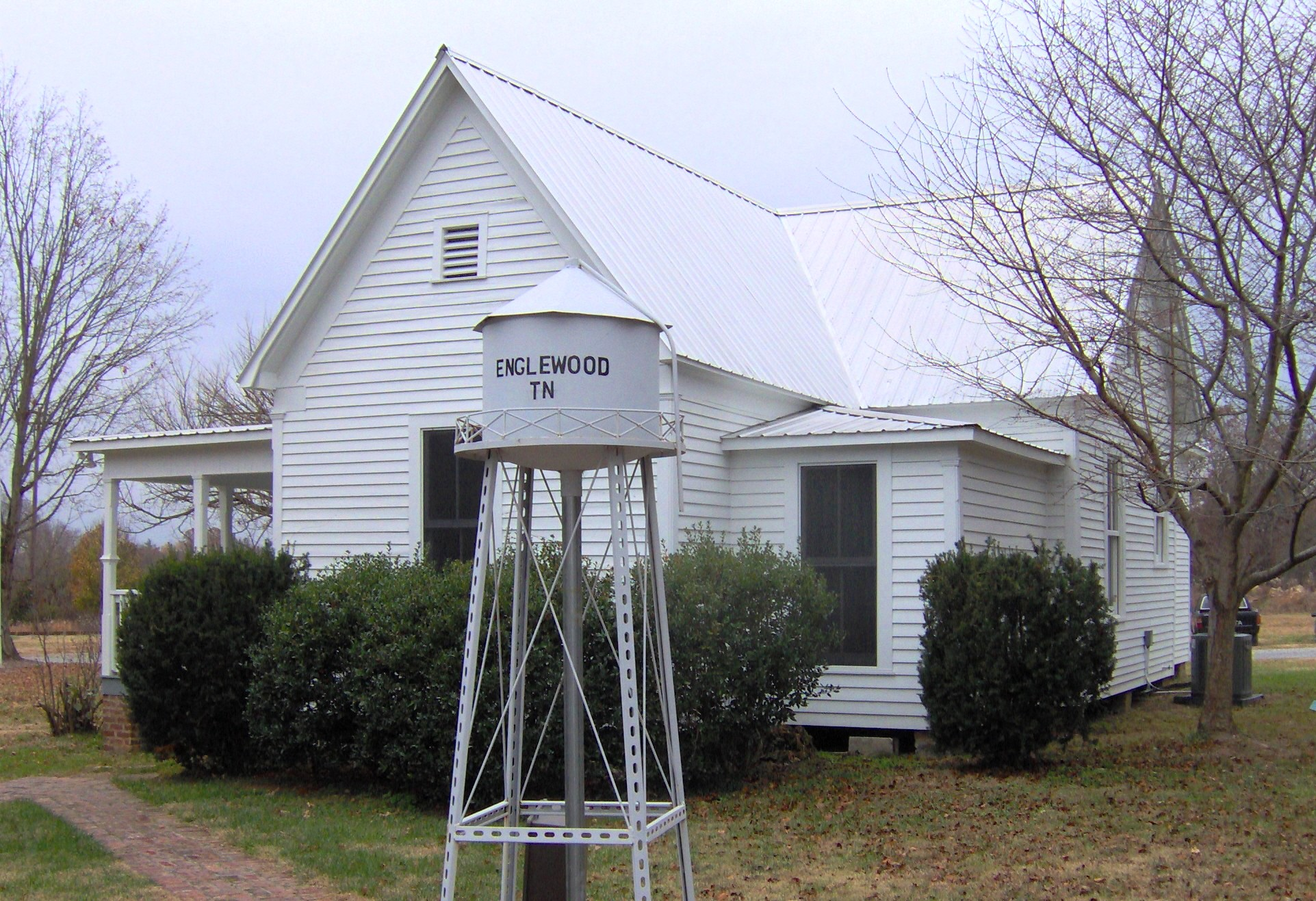
La maison de Chestnutt.

Une usine de coton est fondée en 1857 par John J. Dixon : Euraka Cotton Mills. Autour de l'usine se forme une communauté, renommée Englewood par la famille Brient en 1894. Ce nom aurait été proposé par Nannie Chesnutt, en référence à une forêt de Robin des Bois.
En 1908, le bourg se déplace à l'emplacement de Tellico Junction pour se rapprocher du chemin de fer. La cité ouvrière continue de se développer ; l'usine textile Englewood Manufacturing Company est créée en 1913. Englewood devient une municipalité en 1919. La Grande Dépression met cependant fin à la croissance de la ville.
La maison de James William Chesnutt, construite vers 1905 dans un style néo-colonial, est inscrite au Registre national des lieux historiques. Chesnutt était un important industriel local, qui a contribué au développement du bourg.

## Démographie
Selon l'American Community Survey de 2018, la population de la ville est blanche à plus de 97 %. Englewood est une ville plutôt pauvre, avec un revenu médian par foyer de 33 967 dollars contre 50 972 dollars au Tennessee et 60 293 dollars aux États-Unis. Son taux de pauvreté est de 19,4 % contre 15,3 % dans l'État et 11,8 % dans le pays,. Son niveau d'éducation est également plus faible, seuls 70 % de ses habitants adultes sont au moins diplômés de high school, contre 88 % aux États-Unis.